# Серебренников, Артём Вадимович
Артём Вадимович Серебренников (род. 7 мая 1985, Москва) — русский писатель, переводчик, литературовед.

## Биография
Родился в Москве. В 2007 году окончил филологический факультет МГУ, в 2010 году защитил кандидатскую диссертацию. В 2011—2018 годах жил в Великобритании, получил докторскую степень (PhD) Оксфордского университета. Специалист по испанской литературе XVII в. Преподаватель ВШЭ, ПСТГУ, старший научный сотрудник ИМЛИ РАН. 
Приобрёл известность как переводчик поэзии с английского, французского и испанского языков. Ученик Евгения Витковского, соредактор онлайн-антологии «Век перевода». В разные годы выступал как редактор, составитель и переводчик изданий зарубежной поэзии на русском языке: трёхтомной антологии «Франция в сердце», антологии «Поэты Первой мировой». В переводах А. Серебренникова опубликованы десятки зарубежных поэтов: Редьярд Киплинг, Томас Харди, Артур Конан Дойл, Зигфрид Сассун, Говард Филипс Лавкрафт и др. В переводе, по собственному признанию, испытал наибольшее влияние Б. Лившица, В. Парнаха, М. Талова и Е. Витковского.
Лауреат премии Anthologia журнала «Новый мир» (2020, за книжную серию «Поэты Первой мировой»).